# Raccontami una storia (programma televisivo)
Disegnami una storia (Una mà de contes) è stato un programma televisivo spagnolo prodotto dalla Televisió de Catalunya dal 2001, rivolto ai bambini. È stato trasmesso in Italia  sul canale Rai YoYo e riproposto saltuariamente dalla stessa emittente.
In ogni puntata una voce fuori campo racconta una storia - in genere inventata appositamente, una sorta di fiaba moderna e attuale, altre volte riadattando fiabe popolari - mentre una mano disegna o crea con oggetti le illustrazioni della storia stessa. Ogni puntata utilizza una tecnica artistica differente: acquerello, tempera, collage, disegno...
Tutti gli artisti che disegnano la storia hanno esperienza nel mondo dell'illustrazione, anche se i loro nomi non sono particolarmente noti. La colonna sonora di ogni storia è composta da un musicista.
Non vi sono parti animate e l'obiettivo è quello di stimolare la fantasia e la creatività dei bambini.